# Niedostępna
Niedostępna (niem. Die Unerreichbare) – niemiecki dramat z roku 1982 w reżyserii Krzysztofa Zanussiego.

## Historia powstania
Utwór ten został po raz pierwszy zaprezentowany polskiej publiczności na scenie  Teatru Współczesnego w Warszawie 26 lutego 1977 roku w spektaklu pt. Gry kobiece w reżyserii Krzysztof Zanussi i Edward Żebrowski.
W reżyserii Edwarda Żebrowskiego wystawiono ponadto dwie jednoaktówki: Niedostępna oraz Miłosierdzie płatne z góry (pierwodruk w: Krzysztof Zanussi, Edward Żebrowski, Nowele filmowe, Warszawa 1976). Obie główne role zagrała wówczas Zofia Mrozowska.
W roku 1986 spektakl ten przeniosła do Teatru Telewizji Barbara Sałacka. W główne role starzejących się, opuszczonych kobiet wcieliła się Teresa Budzisz-Krzyżanowska.
Miłosierdzie płatne z góry (niem. Nachtdienst) – powstało też w RFN jako osobny niemiecki obyczajowy film telewizyjny z roku 1975 
w reżyserii Krzysztofa Zanussiego i Edwarda Żebrowskiego.

## Fabuła
Film opowiada o młodym fotoreporterze, który nieproszony wchodzi do willi starzejącej się gwiazdy filmowej i kłamstwami próbuje wyciągnąć z niej jak najwięcej informacji, jednak nie będzie to łatwe.

## Obsada
- Daniel Webb - Marek
- Leslie Caron - Claudia
- Leslie Malton - pokojówka